# Parigi-Roubaix 1924
La Parigi-Roubaix 1924, venticinquesima edizione della corsa, fu disputata il 6 aprile 1924, per un percorso totale di 270 km. Fu vinta dal belga Jules Van Hevel giunto al traguardo con il tempo di 10h34'00" alla media di 25,552 km/h davanti al francese Maurice Ville ed al connazionale Félix Sellier.
Presero il via da Le Vésinet 145 ciclisti, 56 di essi tagliarono il traguardo di Roubaix.

## Ordine d'arrivo (Top 10)
| Pos. | Corridore         | Squadra                   | Tempo     |
| ---- | ----------------- | ------------------------- | --------- |
| 1    | Jules Van Hevel   | Wonder-Russell Cycles     | 10h34'00" |
| 2    | Maurice Ville     | -                         | s.t.      |
| 3    | Félix Sellier     | Alcyon-Dunlop             | s.t.      |
| 4    | Nicolas Frantz    | Alcyon-Dunlop             | s.t.      |
| 5    | Henri Pélissier   | Automoto                  | s.t.      |
| 6    | Robert Gerbaud    | -                         | s.t.      |
| 7    | Theofiel Beeckman | -                         | s.t.      |
| 8    | Romain Bellenger  | Peugeot-Wolber            | s.t.      |
| 9    | Adelin Benoît     | M. Buysse Cycles-Colonial | s.t.      |
| 10   | Gérard Debaets    | Labor-Dunlop              | s.t.      |